# Fred Braceful
Fred Braceful (* 2. Mai 1938 in Detroit als Frederick Arthur Braceful; † 6. März 1995 in München) war ein US-amerikanischer Jazzmusiker (Schlagzeug, Komposition).

## Leben und Wirken
Braceful studierte am Konservatorium in Chicago Klavier, obgleich er bereits in der Band seines Vaters an den Drums saß. In den späten 1950ern diente er bei der US-Armee in Westdeutschland und blieb anschließend in Stuttgart. Seit 1963 gehörte er zum Trio von Wolfgang Dauner und spielte später auch in weiteren Projekten des Pianisten, z. B. der legendären Rockjazz-Gruppe Et Cetera. Daneben arbeitete er auch für Carmell Jones, Kenny Drew, Robin Kenyatta, Mal Waldron und Dollar Brand. Mit Marion Brown, Leo Smith, Thomas Stöwsand und Manfred Eicher ging er 1970 als Creative Improvisation Ensemble auf Tournee.  Er war außerdem mit Paul Kuhn, Dieter Seelow, Hans Koller, Joki Freund,  Jan Jankeje, Albert Mangelsdorff, Bob Degen, Benny Bailey und Manfred Schoof zu hören.
1973 verließ Braceful Dauner und gründete mit dem Gitarristen/Bassisten Andy Goldner und dem Keyboarder Thomas Balluff die Gruppe Exmagma, die sich erfolgreich im Gelände zwischen Jazzrock, Artrock und Avantgarde bewegte und zudem drei Tonträger einspielte. 1976 war er an der Gründung der Gruppe Moira beteiligt. In den frühen 1980ern zog er nach München, wo er ein eigenes Trio bildete und gastierende Solisten begleitete. Ab 1982 spielte er auch im Trio mit Bernd Köppen und Jay Oliver. 1987 war er Mitglied der von der Saxophonistin Margie Gschlössl und dem Keyboarder Michael Uitz geleiteten Band No Distance, mit der er zwei Alben einspielte, die an Et Cetera und Exmagma erinnern. Anschließend spielte er im Trio des Saxophonisten Michael Hornstein, wo er an der Einspielung der CD Langsames Blau beteiligt war.
Braceful schuf außerdem die Musik für Hörspiele (z. B. 1975 „Pilgerfahrt“ in der Realisation von Peter Michel Ladiges) und schuf 1972 mit Wolfgang Kiwus und Wolfgang Dauner das Hörspiel „Mehr erleben“.

## Lexikalische Einträge
- Jürgen Wölfer: Jazz in Deutschland. Das Lexikon. Alle Musiker und Plattenfirmen von 1920 bis heute. Hannibal, Höfen 2008, ISBN 978-3-85445-274-4.

## Diskografie (Auswahl)
- 1971: The Call mit Mal Waldron, Jimmy Jackson und Eberhard Weber
- 1994: Black Issues mit Chuck Henderson, Mal Waldron, Raoul Walton